# Послідовність Шайна — Дальгарно
Послідовністю Шайна — Дальгарно називають сайт зв'язування рибосоми в матричній РНК бактерій та архей. Цей сайт зазвичай розташований на відстані 8 нуклеотидів до старт-кодону AUG. Послідовність Шайна — Дальгарно необхідна для рекрутингу рибосоми на мРНК та ініціації трансляції.
Окрім бактерії та архей, послідовність Шайна—Дальгарно присутня в мРНК  хлоропластів та мітохондрій. Консенсусна шестинуклеотидна послідовність це AGGAGG. Повною послідовністю у Escherichia coli є AGGAGGU.Шаблон:Elucidate
Послідовність була відкрита австралійцями Джоном Шайном (англ. John Shine, нар.1946 р.) та Лін Дальгарно (англ. Lynn Dalgarno, нар. 1935 р.).

## Біологічна роль

### Старт трансляції
Використовуючи метод розроблений Хунтом (англ. Hunt), Шайн і Дальгарно показали що послідовність нуклеотидів в 3' кінці 16S рибосомної РНК E. coli містить багато піримідинових залишків та має послідовність PyACCUCCUUA-3'.Шаблон:Elucidate Вони висловили припущення що ці рибосомні нуклеотиди розпізнають комплементарну пурин-збагачену послідовність AGGAGGU яка була знайдена перед старт-кодоном AUG в багатьох вірусних та бактеріальних мРНК. Інші дослідження підтвердили, що утворення комплементарної дволанцюгової ділянки між послідовністю Шайна-Дальгарно та 3'-кінцем 16S рРНК є критично важливим для ініціації трансляції бактеріальною рибосомою.
Взаємодія між 3'-кінцем рРНК та послідовністю Шайна—Дальгарно є механізмом завдяки якому клітина відрізняє ініціюючі AUG кодони від інших AUG кодонів. Ступінь комплементарності детермінує швидкість ініціації на різних AUG кодонах.

### Термінація трансляції
В 1973 році Дальгарно і Шайн висловили гіпотезу відповідно до якої в еукаріотів 3'-кінець малої 18S рРНК може грати роль в термінації процесу синтезу поліпептиду, утворюючи комплементарну ділянку біля стоп-кодонів. Ця гіпотеза базувалась на спостереженні, що 3' кінець 18S рРНК мухи Drosophila melanogaster, дріжджів Saccharomyces cerevisiae, а також кролика, є ідентичною: GAUCAUUA -3'OH. Така консервативність послідовності еволюційно віддалених еукаріотів вказує на її важливу біологічну роль. Оскільки ця послідовність може бути комплементарною до трьох стоп кодонів (UAA, UAG і UGA), було логічним припустити що вона відіграє роль в термінації трансляції.
Шаблон:Elucidate

## Вплив на трансляцію
Мутації в послідовності Шайна—Дальгарно можуть підвищити або знизити трансляцію у прокаріот. Ці зміни викликані зменшеною комплементарністю 3'-кінця 16S рРНК. Так, було показано що комплементарні мутації в рРНК повертають інтенсивність трансляції на початковий рівень.